# Els Encantats (canal)
|  | Aquest article tracta sobre el torrent del Solsonès. Vegeu-ne altres significats a «Els Encantats (desambiguació)». |

Els Encantats o la Canal dels Encantats és un torrent afluent per l'esquerra del Torrent de Junts, a la Vall de Lord, que fa tot el seu curs per l'interior del Clot de Vilamala.

## Descripció
Neix a 1.284 msnm al vessant meridional del Tossal de la Creu del Codó, al terme municipal de Guixers. S'endinsa cap al fons del Clot de Vilamala agafant la direcció cap al sud tot seguint la falda del vessant de ponent del Serrat de Sòbol i desguassa al Torrent de Junts a 895 msnm un centenar de metres després d'haver entrat al terme municipal de Navès.
Tota la seva conca està integrada en el Pla d'Espais d'Interès Natural (PEIN) de la Generalitat de Catalunya i més concretament en l'espai Serres de Busa-Els Bastets-Lord.

## Termes municipals per on transcorre
|                                        | Longitud (en m.) | % del recorregut |
| -------------------------------------- | ---------------- | ---------------- |
| Per l'interior del municipi de Guixers | 1.144            | 77,1%            |
| Per l'interior del municipi de Navès   | 340              | 22,9%            |

## Xarxa hidrogràfica
La xarxa hidrogràfica dels Encantats està integrada per un total d'11 cursos fluvials 6 dels quals són afluents de 1r nivell de subsidiarietat i 4 ho són de 2n nivell. La totalitat de la xarxa suma una longitud de 4.914 m.
| Codi del corrent fluvial | Coordenades del seu origen                                   | longitud (en metres) |
| ------------------------ | ------------------------------------------------------------ | -------------------- |
| Els Encantats            | 42° 7′ 43.44″ N, 1° 33′ 21.74″ E / 42.1287333°N,1.5560389°E  | 1.484                |
| E1                       | 42° 7′ 36.70″ N, 1° 33′ 28.13″ E / 42.1268611°N,1.5578139°E  | 214                  |
| E2                       | 42° 7′ 31.03″ N, 1° 33′ 29.47″ E / 42.1252861°N,1.5581861°E  | 210                  |
| E3                       | 42° 7′ 27.75″ N, 1° 33′ 37.55″ E / 42.1243750°N,1.5604306°E  | 577                  |
| E4                       | 42° 7′ 20.48″ N, 1° 33′ 48.06″ E / 42.1223556°N,1.5633500°E  | 671                  |
| E4·D1                    | 42° 7′ 22.10″ N, 1° 33′ 41.48″ E / 42.1228056°N,1.5615222°E  | 137                  |
| E5                       | 42° 7′ 15.04″ N, 1° 33′ 51.16″ E / 42.1208444°N,1.5642111°E  | 677                  |
| E5·E1                    | 42° 7′ 1.824″ N, 1° 33′ 37.91″ E / 42.11717333°N,1.5605306°E | 262                  |
| E5·E2                    | 42° 7′ 1.436″ N, 1° 33′ 33.08″ E / 42.11706556°N,1.5591889°E | 249                  |
| E5·E3                    | 42° 7′ 0.986″ N, 1° 33′ 29.84″ E / 42.11694056°N,1.5582889°E | 251                  |
| E6                       | 42° 7′ 0.239″ N, 1° 33′ 26.64″ E / 42.11673306°N,1.5574000°E | 182                  |

## Perfil del seu curs
| Recorregut (en m.) | Altitud (en m.) | Pendent |
| ------------------ | --------------- | ------- |
| 0                  | 1.284           | -       |
| 250                | 1.203           | 32,4%   |
| 500                | 1.088           | 46,0%   |
| 750                | 1.017           | 28,4%   |
| 1.000              | 962             | 22,0%   |
| 1.250              | 920             | 16,8%   |
| 1.484              | 889             | 13,2%   |